# N-Nitrososarcosin
N-Nitrososarcosin ist eine chemische Verbindung aus der Gruppe der Nitrosamine und ein Sarcosin bei dem ein Wasserstoffatom durch eine Nitrosogruppe ersetzt ist.

## Vorkommen
N-Nitrososarcosin wurde in Fleischprodukten und in Tabak sowie Tabakrauch nachgewiesen.

## Gewinnung und Darstellung
N-Nitrososarcosin kann durch Reaktion von Natriumnitrit mit Dimethylglycin gewonnen werden.

## Eigenschaften
N-Nitrososarcosin ist ein kristalliner gelber Feststoff, der löslich in Wasser ist. Er ist instabil unter Lichteinwirkung und in wässrigen Lösungen. Die Verbindung ist als krebserregend bei Mäusen nachgewiesen.

## Regulierung
Über den Safe Drinking Water and Toxic Enforcement Act of 1986 besteht in Kalifornien seit dem 1. Januar 1988 eine Kennzeichnungspflicht für Produkte, die N-Nitrososarcosin enthalten.